# 機械化歩兵 (ウクライナ陸軍)
ここでは主に、ウクライナ陸軍における機械化歩兵及び、自動車化歩兵と猟兵部隊について説明する。

## 歴史
旧ソ連地上軍のキエフ軍管区、オデッサ軍管区及び沿カルパチア軍管区等の部隊を継承して構成されたウクライナ陸軍は、当初は全ての実働部隊の単位が師団であったが、軍縮に伴い全て旅団に縮小再編された。
2012年に山岳兵で構成された2個機械化部隊が編制され、独立山岳強襲旅団として西部作戦管区に配備されている。
2014年以降、機動力を重視して自走砲を配備せず、少数の装甲車と多数の非装甲車両で構成された自動車化歩兵旅団及び大隊が編制されている。
2022年現在、ウクライナ陸軍には9個機械化歩兵旅団と4個自動車化歩兵旅団、1個歩兵旅団、2個教導機械化歩兵連隊があり、2個戦車旅団及び2個独立山岳強襲旅団、4個砲兵旅団、4個高射ミサイル連隊とともに各地の作戦管区に配置されている。

## 一覧

### ウクライナ軍参謀本部直属部隊
- 第101独立参謀本部警護旅団 - ウクライナ軍参謀本部直属。

### 陸軍司令部直属部隊
- 独立大統領旅団

### 西部作戦管区
- 第14独立機械化旅団
- 第24独立機械化旅団

### 北部作戦管区
- 第30独立機械化旅団
- 第58独立自動車化歩兵旅団
- 第61独立機械化旅団
- 第72独立機械化旅団

### 東部作戦管区
- 第53独立機械化旅団
- 第54独立機械化旅団
- 第92独立機械化旅団
- 第93独立機械化旅団

### 南部作戦管区
- 第28独立機械化旅団
- 第56独立自動車化歩兵旅団
- 第57独立自動車化歩兵旅団
- 第59独立自動車化歩兵旅団

### 予備軍団
- 第60独立機械化旅団
- 第63独立機械化旅団
- 第66独立機械化旅団
- 第68独立猟兵旅団

### 教導部隊
- 第184訓練センター（ウクライナ語版）隷下
  - 第355教導機械化歩兵連隊（ウクライナ語版）
- 第169訓練センター（ウクライナ語版）隷下
  - 第354教導機械化歩兵連隊（ウクライナ語版）

## 編制

### 独立機械化旅団
- 戦車 - T-64BV,T-64BMなど
- 装甲兵員輸送車 - BTR-70など
- 歩兵戦闘車 - BMP-2など
- 自走砲 - 2S1,2S3など

### 独立自動車化歩兵旅団
- 戦車
- 装甲兵員輸送車
- 歩兵戦闘車
- 火砲